# 芳基醇脱氢酶 (NADP+)
芳基醇脱氢酶 (NADP+)（EC 1.1.1.91 （页面存档备份，存于）），是一种以NAD+或NADP+为受体、作用于供体CH-OH基团上的氧化还原酶。这种酶能催化以下酶促反应：
芳基醇 + NADP+ {\displaystyle \rightleftharpoons } 芳基醛 + NADPH + H+
芳基醇脱氢酶 (NADP+)的等电点为5.2，在pH值为6.1时活性最高。这种酶主要作用在芳基醇上，但也能作用于一些芳基醛，但不能还原芳基酮。现发现最适合芳基醇脱氢酶 (NADP+)的底物是肉桂醛。这种酶对苯环上有甲基取代基的底物比有羟基取代基的底物具有更强的特异性。芳基醇脱氢酶 (NADP+)能被对-氯汞基苯甲酸盐（p-chloromercuribenzoate，pCMB）或1,10-菲罗啉抑制。